# ClinicalTrials.gov
ClinicalTrials.gov je registar kliničkih ispitivanja. Vodi ga američka Nacionalna knjižnica medicine (NLM) pri Nacionalnim institutima zdravstva. Najveća je baza podataka kliničkih ispitivanja. Danas ima zapise od preko 130.000 ispitivanja iz više od 170 država diljem svijeta.
Nastao je kao rezultat pritisaka osoba iz redova homoseksualne zajednice zaraženih virusom HIV-a, koji su zahtijevali bolji pristup kliničkim istraživanjima. Američki je kongres izglasovao 1988. zakonsku mjeru Akt o proširenju zdravstvenih omnibus programa (Health Omnibus Programs Extension Act, HOPE) koji je dao mandat razvitku baze podataka o informacijskom sustavu kliničkih istraživanja AIDS-a, ACTIS-a Ovim se pokazalo kao primjer što se može napraviti za poboljšati javni pristup kliničkim istraživanjima te je motiviralo ostale interesne skupine koje se bave nekom bolešću da mogu vršiti pritisak na vlasti da se napravi baza podataka za sve druge bolesti.